# Тютчев, Фёдор Иванович (футболист)
Фёдор Ива́нович Тю́тчев (3 мая (20 апреля) 1907, Киев — 29 июля 1959, там же) — советский футболист, полузащитник.

## Биография
Начинал играть в команде киевского Райкомвода в 1924 году. С 1929 года — в «Динамо» Киев. В 1936—1937 годах сыграл 15 матчей в чемпионате СССР, серебряный призёр весеннего чемпионата 1936 года.
Выступал за сборные Киева (1928—1936), Украинской ССР (1931—1934). Чемпион Украинской ССР (1931, 1936), Обладатель кубка Украинской ССР (1937). Вошёл в список 33 лучших футболистов сезона в 1933 году под № 2.
После начала Великой Отечественной войны оборонял Киев, попал в окружение. Работал на хлебозаводе, где была сформирована футбольная команда «Старт». Участник «матча смерти» в августе 1942 года. Бежал из Сырецкого концлагеря в 1943 году, переплыл Днепр и присоединился к частям Красной Армии. После войны работал разнорабочим, жил в бедности. Скончался в 1959 году от сердечного приступа. При содействии президента киевского «Динамо» Игоря Суркиса на могиле на Байковом кладбище установлен памятник Тютчеву.